# Ophiocordyceps unilateralis
Ophiocordyceps unilateralis е гъба, патогенна за насекоми, открита от британския натуралист Алфред Ръсел Уолъс през 1859 г. и в момента се среща предимно в екосистеми на тропическите гори. O. unilateralis заразява мравки от триб Camponotini, като пълната патогенеза се характеризира с промяна на поведенческите модели на заразената мравка. Заразените гостоприемници напускат укритията си и поемат към горския под, зона с температура и влажност, подходящи за растеж на гъбички; след това те използват мандибулите (челюстите) си, за да се прикрепят към основна жила от долната страна на лист, където гостоприемникът остава след евентуалната си смърт. Процесът, водещ до смърт, отнема 4 – 10 дни и включва репродуктивен етап, при който плодните тела растат от главата на мравката, разкъсвайки се, за да освободят спорите на гъбичките. O. unilateralis от своя страна също е податлив на самата гъбична инфекция, явление, което може да ограничи въздействието му върху популациите от мравки, за които иначе е известно, че опустошават колонии от мравки.

## Разпространение
В тропическите гори на Тайланд, Африка и Бразилия.

## Жизнен цикъл
Първоначално спора инфектира мравката, докато тя търси храна по земята в тропическата гора, след което се развива в тялото ѝ за 3 до 9 дни. Когато гъбата е готова да завърши жизнения си цикъл, тя започва да манипулира мравката. Проучване от 2009 г. установява, че във всички случаи мравките се придвижват до сходни места: на около 25 см. височина по стеблото на дърво – условия подходящи за растежа на гъбата. В рамките на 24 часа от трупа израства гъбата паразит. Стълбче израснало от тялото на мравката разпръсква спорите си по земята, където те могат да заразят още мравки.